# Náměstí T. G. Masaryka (Plzeň)
Náměstí T. G. Masaryka (nazývané též Masarykovo náměstí) v Plzni se nalézá jihozápadně od centra západočeské metropole.

## Historie
Náměstí T. G. Masaryka v Plzni vzniklo v polovině 19. století na dopravní spojnici Starého města a obce Bory. Se středem města je spojeno tramvajovou dopravou již od 29. června 1899. Prezident Masaryk přijel na toto "svoje" náměstí již 2. října 1921, ve svém novém zcela otevřeném soukromém automobilu Praga Grand, s elegantními dřevěnými loukoťovými koly (se státní poznávací značkou NI 323, kterou používal i pro služební automobil stejného typu, který se lišil jen plnými koly ocelovými). Památník Národního osvobození se sochou T. G. Masaryka byl vybudován uprostřed náměstí v letech 1925–1928. V lednu 1969 se tam na protest proti sovětské okupaci Československa upálil mladý dělník Josef Hlavatý, když se dověděl, že zemřel Jan Palach. Z budov na náměstí vynikají třípatrový secesně-pseudorenesanční dům s věží a malbami Mikoláše Alše z počátku 20. století (na rohu a v Nerudově ulici na západní straně náměstí i na rohové secesní budově č.1 v Petákově ulici) a mohutná budova Obchodní akademie z období První Československé republiky.

## Popis
Plzeňské náměstí T. G. Masaryka leží v rovině a je přibližně pravidelného čtvercového půdorysu o délce strany 120 m. Náměstí T. G. Masaryka v Plzni protíná Klatovská ulice ve směru na Bory, s automobilovou a tramvajovou dopravou. Na severozápadní straně je náměstí totožné s ulicí Klatovskou, která je v současnosti jednou z hlavních dopravních tepen města. Na této straně jsou obchody a restaurace, v městských domech převážně z devatenáctého a dvacátého století. Ze severozápadu vedou do náměstí dvě další ulice. Na jihozápadní a severovýchodní straně náměstí jsou budovy převážně již z první poloviny dvacátého století. Na jihovýchodní straně stojí mohutná budova obchodní akademie z roku 1913 a spolu s budovou Československé obchodní banky a budovou Masarykova gymnázia (obě ze 30. let 20. století), tvoří společný celek navržený arch. Hanušem Zápalem. Před komplexem budov je park s pomníkem T. G. Masaryka.

## Památník Národního osvobození
Památník se nalézá přibližně uprostřed náměstí v parkové úpravě s vodotrysky. Sestává z pěkně provedené sochy prezidenta Masaryka na 3 metry vysokém kvádru s plošinou se schůdky a kopiemi původního sousoší dalších osob se symbolickým významem oslavující vznik Masarykovy republiky v roce 1918. Byl zbudován jako poděkování města Plzně prezidentu Masarykovi za vznik demokratické republiky a její desetileté prosperující trvání. Od nápadu v roce 1925 (75. narozeniny TGM) byl budován další tři roky včetně projektu, návrhů a výroby soch. Za památníkem je vzrostlá Lípa republiky a deska životních dat Masarykových (narozen 7. března 1850, zemřel 14. září 1937) s historickou lavičkou k odpočinku. Památník vyniká zejména vysokým pomníkem Masarykovým původně odhaleným 28. října 1928 (práce sochařů Kotrby, Jíchy a Hrušky) v nadživotní velikosti a po jeho pravé ruce skupinou osob symbolizujících legionáře, českou vlast, mladou republiku (10. výročí) a kováře jako symbol umu (T. G. Masaryk se v mládí učil kovářem). Jak bylo zmíněno, práce se připravovaly již od roku 1925 s prezidentovým souhlasem, jako dar města Plzně k jeho 75. narozeninám. Na soklu bronzové sochy prezidentovy v nadživotní velikosti je nápis T. G. Masaryk „1850–1937“ Zasloužil se o stát (původní nápis z roku 1928 byl „Vděčná Plzeň Osvoboditeli národa 1918–1928“). Vlevo, pod skupinou osob, je nápis "Zvítězili Ti, kteří hájili spravedlnost". Stručná historie budování a odstraňování během totalit je uvedena na zadní straně památníku bílým písmem na zvláštní připevněné žulové desce. Další deska, obrácená k průčelí budovy Obchodní akademie připomíná životní data prezidenta Osvoboditele (7. března 1850 – 14. září 1937) zlatým písmem.
Pohnutou historii bronzových soch zachytil ve své knížce Památník národního osvobození Vladimír Havlic. Jednu věc, která souvisí s částečně obnoveným památníkem v roce 1968 v knížce zapomenul uvést. Na pomníku se 20. ledna 1969, následující den po úmrtí Jana Palacha pokusil upálit mladý pivovarský dělník Josef Hlavatý, na protest proti sovětské okupaci ve spontánní reakci na Palachův čin v Praze. Zemřel v den Palachova pohřbu, 25. ledna 1969. Zprávu, že se tak stalo na pomníku Tomáše Garrigua Masaryka a že hořící pochodeň byl neznámý dělník z Plzeňského pivovaru tehdejší tisk moc nešířil (výjimkou byla „odborářská“ Práce z konce ledna 1969, tehdy poměrně objektivní deník, která tyto informace bezprostředně přinesla i v pražském vydání).
Památník stojí na rovině v parku uprostřed náměstí T. G. Masaryka, čelem k ulici Klatovské a po obou stranách má bazény s vodotrysky.

## Masarykovo gymnázium
Z druhé strany budovy obchodní akademie sídlí v samostatném areálu Masarykovo gymnázium v Plzni (Petákova ulice, i v ní se také nalézají secesní domy vyzdobené na fasádě malbami Mikoláše Alše). Jeho studenti se pravidelně účastní literární soutěže Masaryk do škol, kterou ve spolupráci s MŠMT a ústřední školskou inspekcí organizuje Masarykovo demokratické hnutí (v roce 2021/2022 již patnáctý ročník), které má v Plzni rovněž svůj Klub TGM. Vyhlášení této soutěže probíhá každoročně s pěknými cenami, Masarykovou medailí a písemným oceněním pro soutěžící podepsaným ministrem školství na Magistrátu hlavního města Prahy na Mariánském náměstí, pravidelně v pátek vždy kolem 14. září (úmrtní den prezidenta Masaryka). Slavnostní vyhodnocení 5. ročníku však proběhlo v Praze v pátek 2. listopadu 2012 (posun z důvodů zářijových vzpomínek na 75. výročí skončení pozemské pouti prezidenta Masaryka). Soutěžící z Masarykova gymnázia obdrželi již od čtyřčlenné komise hodnotitelů prací celou řadu předních ocenění. I v tomto roce byly oceněny tři práce Masarykova gymnázia, z nichž společná práce dvou studentek na téma "Příloha novin k 75. výročí úmrtí T.G. Masaryka" získala první cenu. Vyhodnocení prací 6. ročníku, kterého se zúčastnilo přes sto soutěžících, proběhlo v pátek 15. listopadu 2013 ve Velkém sále Magistrátu hl. města Prahy pod přímou záštitou radní pro školství a volný čas Mgr. Ludmily Štvánové. Tyto slavnostní akce uváděl doc. Vratislav Preclík, předseda redakční rady časopisu Čas, ve kterém jsou nejlepší práce pravidelně zveřejňovány. Studentka Masarykova gymnázia v Plzni Lenka Vaňková získala první cenu (ve II. kategorii - starší gymnazisté) za práci "Současná úroveň znalostí o T.G. Masarykovi". Písemné poděkování a čestné uznání obdržela též její školitelka Magistra Martina Walterová, která vedla dalších 11 plzeňských prací.
Úspěch starších plzeňských gymnazistů se opakoval i v den 96. výročí volby T.G. Masaryka prvním prezidentem Československa, kdy při vyhodnocení 7. ročníku soutěže "TGM - život, dílo a odkaz pro současnost" v pátek 14. listopadu 2014 na pražské Nové radnici na Mariánském náměstí obdrželi za práci "Přátelství Tomáše Garrigua Masaryka a Edvarda Beneše" opět první cenu a "Čestnou medaili TGM". Celou řadu cen a uznání ve velkém sále pražského magistrátu obdrželi mladší a zejména starší plzeňští gymnazisté i při vyhodnocení 8. ročníku celostátní soutěže o T.G.M. v pátek 13. listopadu 2015 z nichž vyniká I. cena s čestnou medailí T.G.M. za práci "Životní pouť T.G. Masaryka" (Kláry Široké) a mimořádná cena za společnou práci (Anety Pellerové a Nikoly Matouškové, podloženou sociologickým průzkumem nejen v oblasti školy, ale i v plzeňských ulicích) na téma "Co víte o T.G. Masarykovi". Gymnázium je v soutěži o TGM úspěšné i nadále (1. cena Anežky Střelbové v I. kategorii XIII. ročníku 2019/2020 za práci Tomáš Garrigue Masaryk a Milan Rastislav Štefánik, a další). 

## Doprava a další zajímavosti
Přestože parková úprava náměstí T. G. Masaryka, pokojné působení sousoší, bazény a vodotrysky umožňují oddech a příjemný pobyt pro občany Plzně i návštěvníky města, panuje na všech stranách náměstí čilý dopravní ruch. Tři hlavní strany náměstí, kromě prostoru před masivní budovou obchodní akademie, kde je možný příjezd automobily přes přilehlé parkoviště z levé strany při pohledu na průčelí pouze částečně, jsou obousměrně průjezdné do navazujících poměrně frekventovaných ulic. Na straně tramvajové dopravy je nesnadné přecházení okraje náměstí T. G. Masaryka totožného s ulicí Klatovskou i po značeném přechodu. V parku je pouze jedna lavička pod lipou u Masarykova památníku, která je v odpoledních hodinách přeplněna dětmi, v horkých dnech se koupajících v bazénech s vodotrysky, k posezení lze však využít i žulové okraje bazénů.
Před parkem je zastávka tramvaje linky 4 nazvaná Masarykovo náměstí. Proti ní je rohový třípatrový dům s věžičkou a vedle něj dva další, s bohatou malířskou výzdobou Mikoláše Alše z počátku 20. století.
Stinnou stránkou jsou ztrácející se bronzová písmena, zejména z podstavce sousoší skupinky symbolických osob u Masarykova pomníku, která jsou k žulovému základu pevně přišroubována (počátkem března 2013 bylo vše opraveno a v pořádku).
Náměstí T. G. Masaryka je významnou součástí města a v jeho okolí je řada úřadů městské správy a je i turisticky velmi zajímavé. Za půlhodinu se odtud dá dojít i pěšky přilehlými ulicemi nejen do centra na Náměstí republiky, ale i přes nedaleký Wilsonův most (Radbuza) na hlavní nádraží. Nedaleko, pouhou jednu stanici tramvají, je i pomník Americkým osvoboditelům města na křižovatce Klatovské a Americké třídy (vedoucí k nádraží), kteří město osvobodili od fašismu 6. května 1945.